# Thibaut de Blaison
Pour les articles homonymes, voir Blaison (homonymie).
Thibaut de Blaison (ou de Blazon), mort en 1229, est un membre de la noblesse angevine ou poitevine et un poète français du XIIIe siècle.

## Biographie
Thibaut de Blaison appartenait à une famille de la noblesse d'origine angevine mais installée en Poitou. Il était le neveu de l'évêque de Poitiers Maurice de Blazon. 
Il est mentionné pour la première fois en 1206 parmi les chevaliers qui jurèrent de faire respecter la trêve conclue entre le roi de France Philippe-Auguste et le roi d'Angleterre Jean sans Terre. En 1212, il s'engagea dans la guerre menée contre les Maures par Alphonse VIII de Castille et prit part à la reprise de Calatrava. Il a participé en 1218 à la croisade des albigeois.
Il a été sénéchal du Poitou entre 1227 et 1229.
Les derniers actes qui le mentionnent sont de février 1229 et du 21 mars 1229 nouveau style ; à cette dernière date, il est encore sénéchal du Poitou. Mais en décembre 1229, son épouse, Valence de Mauzé (dame de Mirebeau), était veuve.
Thibaut de Blaison possédait les seigneuries de Mirebeau, au nord-ouest de Poitiers, et de Mauzé.

## Œuvre
Le petit groupe d'une douzaine de poésies ou chansons parvenues jusqu'à nous a été écrit en dialecte francien, avec des traces de dialecte poitevin et de dialectes voisins.

### Éditions
- Auguste Pinguet, Les Chansons et pastourelles de Thibaut de Blaison, trouvère angevin XIIe – XIIIe siècles, publiées avec introduction, traduction et la reproduction phototypique des manuscrits de la Bibliothèque nationale, Éditions de la Société des Amis du livre angevin, Angers, 1930.
- Thibaut de Blaison, Poésies, éditées par T. H. Newcombe, Genève, Droz, 1978, 184 p. (L'ouvrage comporte une étude de sa vie et de son œuvre.)

### Études
- Auguste Longnon, « Chartes relatives aux trouvères Aubouin de Sézanne, Gilles de Vieux-Maisons et Thibaut de Blaison. – III. Thibaut de Blaison », Annuaire-bulletin de la Société de l'Histoire de France, VIII, 1870, pp. 85-90. (En ligne.)